# نکیلکا
نکیلکا (به لاتین: Nekielka) یک روستا در لهستان است که در گمینا نکلا واقع شده‌است.